# 科里岩
70°20′S 71°41′E / 70.333°S 71.683°E
科里岩（英語：Corry Rocks）是南極洲的岩石，位於麥克羅伯特森地，處於吉洛克島北端，1968年澳大利亞探險隊在該處設立考察站，以冰川學家命名，現時由南極條約體系管理。